# (3998) Tezuka
(3998) Tezuka es un asteroide perteneciente al cinturón de asteroides, descubierto el 1 de enero de 1989 por Takuo Kojima desde la Estación Chiyoda, Japón.

## Designación y nombre
Designado provisionalmente como 1989 AB. Fue nombrado Tezuka en honor al médico japonés y dibujante Osamu Tezuka considerado como uno de los pioneros del manga.